# Classe Urakaze
La classe Urakaze (浦風型駆逐艦, Urakazegata kuchikukan) est une classe de deux destroyers construits pour la Marine impériale japonaise par Yarrow Shipbuilders en Écosse. Ce fut les derniers destroyers, commandés à l'étranger, mis en service avant la fin de la Première Guerre mondiale.

## Contexte
L'échec des constructeurs japonais avec les destroyers de classe Umikaze mettait la marine japonaise sans avoir de grands destroyers capables d'opérations océaniques. Les turbines à vapeur Parsons Marine Steam Turbine Company de la classe Umikaze ont été aux prises avec des problèmes de maintenance, ainsi que d'une consommation énorme de carburant. La marine japonaise a donc fait appel aux chantiers navals Yarrow au Royaume-Uni pour une commande de deux navires de nouvelle conception dans l'exercice budgétaire de 1911.
Cependant Yarrow, comme les chantiers navals britanniques, avait un grand carnet de commandes, et ce n'est qu'en 1915 que les nouveaux navires ont été terminés. Mais en raison de la Première Guerre mondiale, ce n'est qu'en 1919 que l'Urakaze a été remis à Japon, le second ayant été vendu à L'Italie.

## Conception
Les navires de 1re classe Urakaze font usage de moteurs à turbine à vapeur au mazout Brown-Curtiss, et ont été les premiers navires construits par le Japon à être conçus pour une utilisation sans charbon. La conception initiale devait être pour moteur Diesel, mais en raison de la Première Guerre mondiale, Yarrow n'a pas pu obtenir les composants nécessaires à partir de l'Allemagne.
L'armement était légèrement inférieur à celui de la classe Umikaze, avec un seul canon de 120 mm monté dans un petit abri en gaillard d'avant et quatre canons anti-aériens de 76 mm (deux au milieu du bateau, un à l'arrière, et un monté sur un grand piédestal juste à l'arrière des cheminées.

La classe Urakaze était aussi la première classe de destroyers japonais à utiliser les tubes lance-torpilles de 533 mm.

## Service
L’Urakaze a été remis trop tard à la Marine impériale japonaise pour pouvoir servir durant les combats de la Première Guerre mondiale. Il a donc été utilisé pendant de nombreuses années comme patrouilleur sur le fleuve Yangzi Jiang. Il a été retiré en 1936, et utilisé comme navire-écolepour la formation de forces spéciales de débarquement de Yokosuka .

Il a été coulé dans une attaque aérienne de l'US Navy le 18 juillet 1945. Il ne doit pas être confondue avec le destroyer Urakaze de classe Kagerō de la Seconde Guerre mondiale.
En raison d'une forte demande de la part du gouvernement britannique, le Kawakaze a été vendu par le Japon à la Regia Marina. L'Italie a été l'un des alliés de la Première Guerre mondiale, et fait face à une grave pénurie de navires de guerre modernes. Le Kawakaze a été achevé et a pris le nom Audace, et plus tard rebaptisé San Marco en service en mer Méditerranée.

Pendant la Seconde Guerre mondiale, il a été capturé par la Kriegsmarine, et rebaptisé AT 20. Il a été coulé le 1er novembre 1944 près de l'île de Pag dans la mer Adriatique.

## Les unités
| Nom      | Quille           | Lancement         | Service          | Fin de carrière                                                                             |
| -------- | ---------------- | ----------------- | ---------------- | ------------------------------------------------------------------------------------------- |
| Urakaze  | 1er octobre 1913 | 16 février 1915   | 14 octobre 1915  | reconverti en navire d'escorte en 1936 coulé le 18 juillet 1945                             |
| Kawakaze | 1er octobre 1913 | 27 septembre 1915 | 23 décembre 1916 | vendu à la Regia Marina en 1915 capturé par Kriegsmarine en 1943 coulé le 1er novembre 1944 |